# Элкасевич, Сандра
Са́ндра Элкасевич (хорв. Sandra Elkasević, в девичестве — Пе́ркович, хорв. Perković; род. 21 июня 1990 года, Загреб, Югославия) — хорватская метательница диска, двукратная олимпийская чемпионка (2012, 2016), двукратная чемпионка мира (2013, 2017), 7-кратная чемпионка Европы (2010, 2012, 2014, 2016, 2018, 2022, 2024), что является рекордом в истории турниров как среди женщин, так и среди мужчин.
В 2023 году вышла замуж за хорватского легкоатлета и тренера Эдиса Элкасевича, выступавшего в толкании ядра и метании диска.

## Биография
Легкой атлетикой Сандра начала заниматься в возрасте 8 лет. В 2009 году перенесла сложную операцию по удалению аппендикса, после которой потеряла 15 кг. К 2010 году вернула прежнюю спортивную форму и выиграла свой первый крупный турнир — чемпионат Европы. Летом 2011 года была уличена в использовании допинга (в пробах обнаружились следы употребления метилгексамина), после чего спортсменку дисквалифицировали на 6 месяцев. В 2012 году вновь выиграла чемпионат Европы.
В 2012 году с результатом 69,11 метра завоевала золотую медаль на Олимпийских играх в Лондоне.
В 2013 году в Москве впервые стала чемпионкой мира, метнув диск во второй попытке на 67,99 м.
30 мая 2014 года стала победительницей ежегодных международных легкоатлетических состязаний Prefontaine Classic, проводимых в городе Юджин, с рекордом соревнований 69,32 м. Выиграла чемпионат Европы в метании диска, установив личный рекорд 71,08 м.
В 2016 году на Играх в Рио, показав результат 69,21 м, вновь завоевала олимпийское золото.
В 2017 году с результатом 70,31 м выиграла золотую медаль на чемпионате мира в Лондоне.
В следующем году в шестой раз подряд (2012, 2013, 2014, 2015, 2017, 2018) одержала победу в «Бриллиантовой лиге». О Сандре также писали в СМИ как об одной из самых красивых чемпионок лиги.
На Олимпийских играх 2020 года в Токио хорватской спортсменке не удалось завоевать медаль, в финале она с результатом 65,01 м заняла четвёртое место.
В 2022 году в Юджине (Орегон, США) Перкович получила медаль в метании диска на пятом чемпионате мира подряд, на этот раз — серебряную (как и в 2015-м в Пекине), заняв второе место с результатом 68,45 м. Золото завоевала китаянка Фэн Бинь, установившая личный рекорд (69,12 м).
16 августа 2022 года в Мюнхене Перкович выиграла золото чемпионата Европы шестой раз подряд. В финале она метнула диск на 67,95 м, немка Кристин Пуденц отстала всего на 8 см. Перкович стала самой титулованной спортсменкой в истории чемпионатов Европы по лёгкой атлетике, сравнявшись с немецкой бегуньей Маритой Кох, которая выиграла 6 золотых медалей в 1978—1986 годах. При этом никому не удавалось выиграть одну дисциплину на чемпионатах Европы или мира по лёгкой атлетике шесть раз.
В июне 2024 года на чемпионате Европы в Риме Элкасевич завоевала свою седьмую золотую медаль континентальных первенств.
5 августа 2024 года на Олимпийских играх в Париже завоевала бронзовую медаль в метании диска с результатом 67,51 м. При этом Элкасевич только по второму лучшему результату уступила серебро китаянке Фэн Бинь.
В 2015—2016 годах была членом парламента Хорватии.

## Государственные награды
- Орден князя Трпимира (26 сентября 2017 года) — за победу на чемпионате мира 2017 года в Лондоне[5].
- Орден князя Бранимира (10 октября 2016 года) — за победу на Олимпийских играх 2016 года в Рио-де-Жанейро[6].
- Орден Хорватской звезды с ликом Франьо Бучара (25 сентября 2012 года) — за победу на Олимпийских играх 2012 года в Лондоне[7].